# Parque nacional de Killarney
Killarney National Park (en irlandés: Páirc Náisiúnta Chill Airne) está situado junto a la localidad de Killarney, Condado de Kerry (Irlanda). Fue el primer parque nacional establecido en Irlanda, creado cuando la casa Muckross fue donada al estado irlandés en 1932. El parque ha sido desde entonces expandido sustancialmente y engloba más de 102,89 km² de ecología diversa, incluyendo los lagos de Killarney, bosques de roble y tejo de importancia internacional, y picos de montañas. Tiene manadas de ciervos rojos, las únicas que pueden encontrarse en Irlanda, y el más extenso bosque nativo restante en Irlanda. El parque tiene un alto valor ecológico por su calidad, diversidad, y su extensión de muchos de sus hábitats y la gran variedad de especie que contienen, alguna de las cuales son raras. El parque fue designado una Reserva Mundial de la Biosfera por la UNESCO en 1981. El parque es también conocido por su bello paisaje. El parque está dirigido por National Parks and Wildlife Service.